# 연선

도선 안에 들어 있는 각 동선은 신호 간섭을 줄이기 위해 꼬여 있다. 25페어 코드 차트.

연선(撚線→꼬인 선) 방식 또는 트위스티드 페어(twisted pair→꼬인 한 쌍(雙)의) 케이블링은 두 줄의 동선을 꼬아 하나의 도선에 피복한 방식을 일컬으며 외부 원천으로부터 오는 전자파 장애(EMI)를 억제하는 것이 그 목적이다. 이를테면 비차폐연선(UTP)의 전자기파, 주변 선들 사이의 누화를 막는 데 쓰인다.
금박 연선(FTP)과 차폐연선(STP)과는 달리 비차폐연선(UTP) 케이블은 어떠한 막으로도 둘러싸여 있지 않다. 연선은 전화의 주된 선이자 컴퓨터 네트워크에 아주 일반적이다. (특히 패치 케이블이나 일시적 네트워크 연결을 위해)

## 역사
최초의 전화는 전신줄이나 SWER(single-wire earth return) 회선을 사용하였다. 1880년대에 전기 노면전차들이 수많은 도시에 설치되어, 이러한 회선들 안으로 노이즈를 유도했다.

## 차폐 연선 (STP)
차폐 연선은 실드가 있는 연선, STP(Shielded Twisted Pair)라고 한다. 신호 간섭이 많은 공장이나 야외, 또 빠른 통신 속도가 필요한 곳에 쓰인다. 유럽에서는 STP가 주로 쓰이며 UTP는 거의 보급되어 있지 않다.

## 비차폐 연선 (UTP)
비차폐 연선은 실드가 없는 연선, UTP(Unshielded Twisted Pair)라고 한다. 전화선이나 이더넷 등에 많이 쓴다. 처리가 간단하고 값이 싸서 빠른 전송이 필요 없는 이더넷의 랜 용도에 표준으로 쓰이고 있다.

## 케이블 실딩의 장단점

### 이점
- 케이블이 가늘고 유동성이 있어 벽 사이에 설치하기 쉽다.
- UTP 단면적이 작기 때문에 빠르게 도관을 채우지 않는다.
- UTP는 다른 종류의 랜 케이블에 비해 비용이 적게 든다.

### 단점
- 전자파 장애에 대한 연선의 자화율(고장 발생도)이 설치하는 동안의 연선 계획(보통 제조업체가 특허를 준)에 크게 좌우된다. 그 결과 연선은 요구 사항이 엄격하다. 연선의 상대적인 취약성 때문에 연선 설치는 케이블 성능을 보장하는 데에 중요한 일부가 된다.

## UTP/STP 표준
UTP/STP 표준은 다음과 같다.
- 카테고리 1 (TIA/EIA 미지원) : POTS 전화 통신, ISDN 등에 쓰였다.
- 카테고리 2 (TIA/EIA 미지원) : 초당 4메가비트의 토큰 링 네트워크에 자주 쓰였다.
- 카테고리 3 (TIA/EIA-568-B 지원) : 최대 16 MHz의 주파수를 사용하는 데이터망에 쓰임. 역사적으로 초당 10 메가비트의 이더넷 네트워크에 잘 쓰였다.
- 카테고리 4 (TIA/EIA 미지원) : 20 MHz의 성능을 제공하였고 초당 16 메가비트의 토큰 링 네트워크에 자주 쓰였다.
- 카테고리 5 (TIA/EIA 미지원) : 100 MHz의 성능을 제공하였고 초당 100 메가비트의 이더넷 네트워크에 자주 쓰였다. 1000BASE-T 기가비트 이더넷에 잘 맞지 않는 것으로 보임.
- 카테고리 5e (TIA/EIA-568-B 지원) : 최대 100 MHz의 성능을 제공하였고 초당 100 메가비트 이더넷과 기가비트 이더넷 네트워크에 자주 쓰였다.
- 카테고리 6 (TIA/EIA-568-B 지원) : 최대 250 MHz의 성능을 제공하였고 기가비트 이더넷 네트워크에 자주 쓰였다.
- 카테고리 6a (ANSI/TIA/EIA-568-B.2-10 지원) : 최대 500 MHz의 성능을 제공하였고 10GBase-T에 알맞음.
- 카테고리 7 (ISO/IEC 11801 클래스 F 케이블링에 적용된 이름) : 4개의 개별 실드 처리된 STP에 적합하며 최대 600 MHz의 전송을 위해 설계되었다.

## 같이 보기
- TIA/EIA-568
- 평형 선로 (밸런스트 라인)
- CAT-5